# Канеґасакі (Івате)

39°11′44″ пн. ш. 141°6′58″ сх. д. / 39.19556° пн. ш. 141.11611° сх. д.
Канеґаса́кі (яп. 金ケ崎町, かねがさきちょう, МФА: [kanegasakʲi t͡ɕoː]) — містечко в Японії, в повіті Ісава префектури Івате. Станом на 1 жовтня 2007 площа містечка становила 179,77 км². Станом на 1 вересня 2008 населення містечка становило 16 456 осіб.